# Колоннава
Колоннава — передмістя міста Коломбо, в окрузі Коломбо, Західна провінція, Шрі-Ланка.

## Географія
Колоннава розташоване на висоті 7 м над рівнем моря та за 5 км від національної столиці, Коломбо, у часовому поясі UTC+5:30.

## Міська рада Колоннави

### Зона[1]
- Колоннава
- Оругодаватте
- Веллампітія

## Демографія
Колоннава є багатоетнічним, багаторелігійним міським центром. За даними перепису населення 2012 року демографія за етнічною ознакою та релігією полягає в наступному:
|                   | 2012    | Частка   |
| ----------------- | ------- | -------- |
| Буддисти          | 123,225 | 64.58 %  |
| Мусульмани        | 43,988  | 23.05 %  |
| Індуїсти          | 12,991  | 6.81 %   |
| Римо-католики     | 7,327   | 3.84 %   |
| Інші християни    | 3,245   | 1.70 %   |
| Інші              | 41      | 0.02 %   |
| Всього            | 190,817 | 100.00 % |
| Сингали           | 128,623 | 67.41 %  |
| Ларакалла         | 40,412  | 21.18 %  |
| Ланкійські таміли | 15,934  | 8.35%    |
| Індійські таміли  | 2,101   | 1.10 %   |
| Малайці           | 1,885   | 0.99 %   |
| Бюргери           | 1,301   | 0.68 %   |
| Інші              | 487     | 0.26 %   |
| Ланкійські Четти  | 57      | 0.03 %   |
| Барата            | 17      | 0.01 %   |
| Всього            | 190,817 | 100.00%  |